# Пондера
Окръг Пондера (на английски: Pondera County) е окръг в щата Монтана, Съединени американски щати. Площта му е 4248 km², а населението - 5960 души (2017). Административен център е град Конрад.